# Eustachów
Eustachów – wieś w Polsce położona w województwie świętokrzyskim, w powiecie kieleckim, w gminie Łopuszno.
| SIMC    | Nazwa          | Rodzaj                 |
| ------- | -------------- | ---------------------- |
| 0248384 | Dąbrowa        | część wsi              |
| 0248390 | Eustachów Duży | część wsi (do 2023 r.) |
| 0248409 | Eustachów Mały | część wsi (do 2023 r.) |

W latach 1975–1998 miejscowość administracyjnie należała do województwa kieleckiego.

## Historia
Wieś znana w wieku XIX, wymienia ją Słownik jako wieś przy drodze z Włoszczowy do Kielc.
Nazwa wsi pochodzi od imienia Eustachego Dobieckiego. W  pierwszej połowie XIX wieku Eustachy przeznaczył działkę pod szkołę, której budowę ukończono w 1826 r. i pozwolił na osiedlanie się tu niemieckich kolonistów. W 1825 Eustachów liczył 37 rodzin. Znajdują się tu pozostałości cmentarza wojennego z 1914 roku.